# トマシュ・マエフスキ
トマシュ・マエフスキ（Tomasz Majewski、1981年8月30日 - ）はポーランドの陸上競技選手、専門は砲丸投。2008年北京オリンピック、2012年ロンドンオリンピック男子砲丸投金メダリスト。2003-2005年、2009年ポーランド選手権および2004年、2006年、2009年ポーランド室内選手権男子砲丸投優勝者。マゾフシェ県ナシェルスク（Nasielsk）出身。身長204cm、体重132-140 kg。
2008年8月15日、北京オリンピック砲丸投決勝では4投目に21m51を記録しクリスチャン・キャントウェル以下を抑えて優勝。北京オリンピック最初の、またポーランドの砲丸投選手としては1972年のウラディスラフ・コマル以来となる金メダルを獲得した。
2009年7月25日バルセロナで開催された競技会において21m64の自己新記録をマーク。続く7月30日ストックホルムで開催されたDNガランにおいてこれをさらに更新、ポーランド新記録となる21m95の投擲を残した。2012年3月9日イスタンブールで開催された世界室内選手権での記録21m72はポーランド室内記録であった。
優れた功績が認められて、以下のポーランド復興勲章を受勲した。
- 2008年 カヴァレルスキ十字勲章 (五等)
- 2009年 オフィツェルスキ十字勲章 (四等)

## 脚注

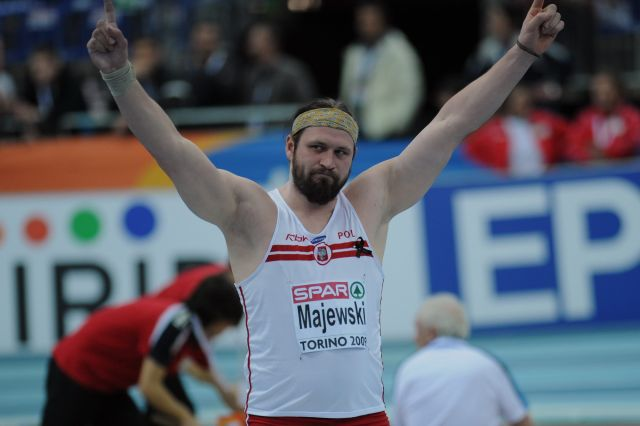
2009年ヨーロッパ室内選手権にて

## 主な戦績
| 年度 | 大会名                             | 開催地             | 順位 | 種目  | 備考         |
| ---- | ---------------------------------- | ------------------ | ---- | ----- | ------------ |
| 2004 | 世界室内選手権                     | ブダペスト         | 4位  | 20m83 |              |
| 2005 | 世界選手権                         | ヘルシンキ         | 9位  | 20m23 |              |
| 2005 | ユニバーシアード                   | イズミル           | 優勝 | 20m60 |              |
| 2006 | 世界室内選手権                     | モスクワ           | 7位  | 20m07 |              |
| 2006 | ヨーロッパ選手権                   | イェーテボリ       | 8位  | 19m85 |              |
| 2006 | IAAFワールドアスレチックファイナル | シュトゥットガルト | 7位  | 20m13 |              |
| 2007 | 世界選手権                         | 大阪               | 5位  | 20m87 |              |
| 2008 | 世界室内選手権                     | バレンシア         | 3位  | 20m93 |              |
| 2008 | 北京オリンピック                   | 北京               | 優勝 | 21m51 |              |
| 2008 | IAAFワールドアスレチックファイナル | シュトゥットガルト | 優勝 | 20m88 |              |
| 2009 | ヨーロッパ室内選手権               | トリノ             | 優勝 | 21m02 |              |
| 2009 | 室内陸上競技会                     | ケムニッツ         | 優勝 | 21m10 |              |
| 2009 | 欧州チーム選手権                   | レイリア           | 優勝 | 20m81 |              |
| 2009 | DNガラン                           | ストックホルム     | 優勝 | 21m95 | 屋外国内記録 |
| 2009 | 世界選手権                         | ベルリン           | 2位  | 21m91 |              |
| 2009 | 世界ファイナル                     | テッサロニキ       | 2位  | 21m21 |              |
| 2010 | 世界室内選手権                     | ドーハ             | 5位  | 21m20 |              |
| 2012 | 世界室内選手権                     | イスタンブール     | 3位  | 21m72 | 室内国内記録 |
| 2012 | ロンドンオリンピック               | ロンドン           | 優勝 | 21m89 |              |

## 記録
- 砲丸投
  - 屋外 - 21m95（2009年）
  - 室内 - 21m72（2012年）